# Uroleucon echinatus
Uroleucon echinatus är en insektsart. Uroleucon echinatus ingår i släktet Uroleucon och familjen långrörsbladlöss. Inga underarter finns listade i Catalogue of Life.